# Iso-Sininen
Iso-Sininen är en sjö i kommunen Kangasniemi i landskapet Södra Savolax i Finland. Sjön ligger 109,9 meter över havet. Arean är 58 hektar och strandlinjen är 4,99 kilometer lång. Sjön  ingår i Kymmene älvs huvudavrinningsområde.   Den ligger omkring 70 kilometer nordväst om S:t Michel och omkring 240 kilometer norr om Helsingfors. 